# Hesperocyclops transsaharicus
Hesperocyclops transsaharicus – gatunek widłonoga z rodziny Cyclopidae. Opisał go w 1981 roku zespół biologów z Uniwersytetu Gandawskiego w składzie Eric H. Lamoot, Henri J. Dumont i Jeannine Pensaert, nadając mu nazwę Speocyclops transsaharicus. Miejsce typowe to płytki, tymczasowy, naturalny zbiornik wodny w gęstym lesie deszczowym, w dolinie rzeki Cavalla, około 1 km od wioski Guiglo w zachodnim Wybrzeżu Kości Słoniowej. Okazy typowe to samica (holotyp) i dwa samce pozyskane w styczniu 1974 roku.  